# Bột ngọc trai

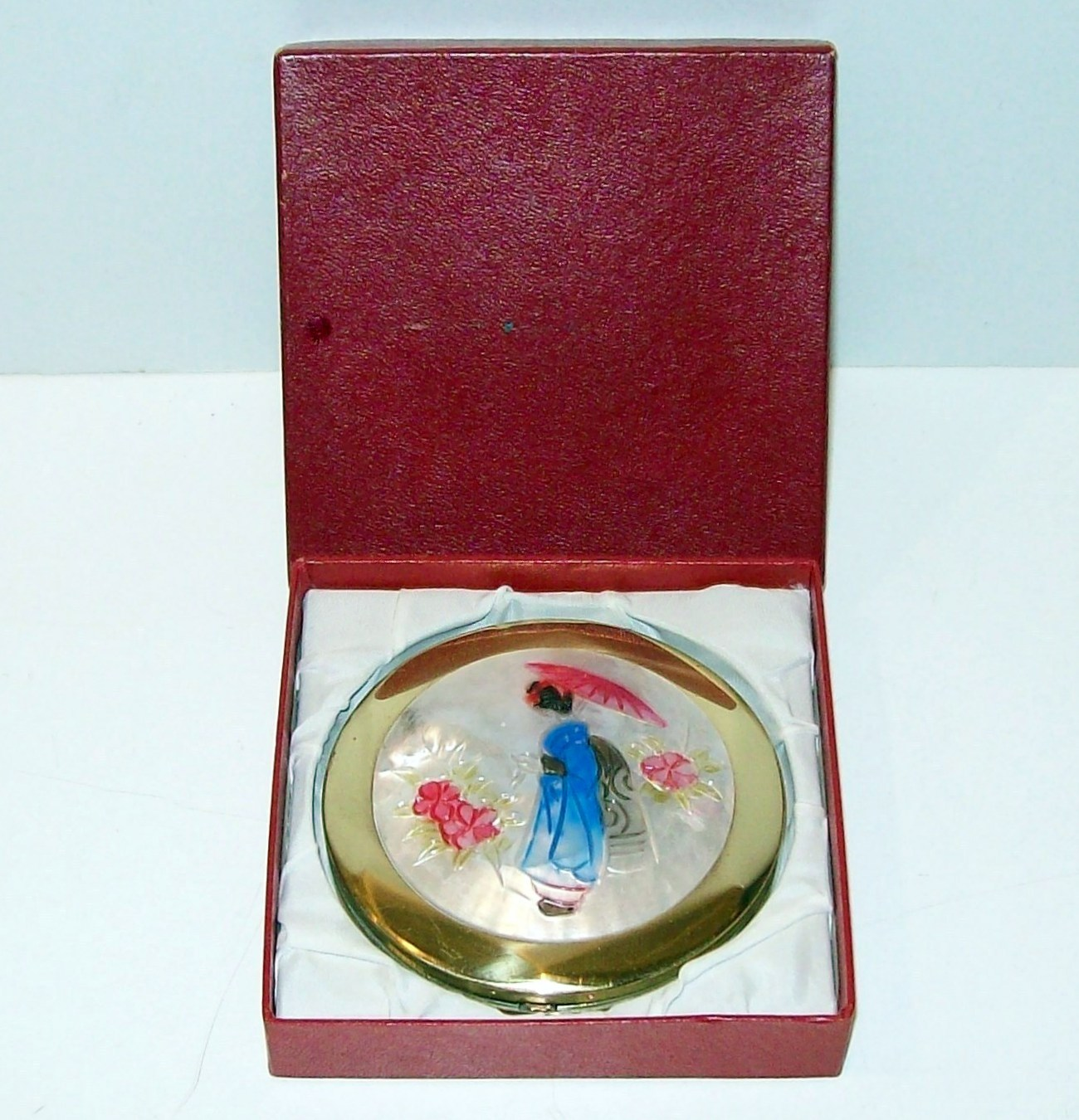
Một hộp bột trân châu

Bột ngọc trai (Pearl powder) hay Trân châu phấn (珍珠粉/Zhēnzhū fěn) là một chế phẩm từ ngọc trai nghiền nát được sử dụng ở Trung Quốc và những nơi khác để chăm sóc da và trong y học cổ truyền Trung Quốc. Bột ngọc trai được làm từ ngọc trai (từ các loại trai nước ngọt hoặc trai nước mặn) dưới cấp độ trang sức, chúng được khử trùng trong bằng cách trụng nước sôi và sau đó nghiền thành bột mịn bằng đĩa nghiền bằng thép không gỉ hoặc nghiền bằng những viên bi sứ nhỏ trong điều kiện ẩm ướt. Bột được bán như vậy hoặc trộn vào kem. Bột ngọc trai được quảng bá rộng rãi có thể giúp cải thiện vẻ ngoài của làn da và được các gia đình hoàng tộc ở Châu Á sử dụng loại xa xỉ phẩm này làm mỹ phẩm. Bột trân châu cũng được sử dụng như một phương pháp điều trị mụn trứng cá. Một số nghiên cứu đã khẳng định rằng bột ngọc trai có thể kích thích nguyên bào sợi của da, giúp tái tạo collagen và đẩy nhanh quá trình chữa lành một số tình trạng da, vết thương và vết bỏng. Bột ngọc trai chứa một số axit amin, hơn 30 khoáng chất vi lượng, và nồng độ canxi cao. 
Trong y học Trung Quốc (Đông y), trân châu phấn được sử dụng như một tác nhân chống viêm và giải độc, và như một thuốc giãn cơ. Hàm lượng canxi được coi là có lợi cho những người thiếu canxi có các vấn đề như loãng xương. Liều lượng thông thường là 1 gam bột ngọc trai uống, theo truyền thống pha vào nước hoặc trà, hai lần một tuần. Liều lượng quá cao có thể gây ngộ độc canxi Bột cũng được dùng để điều trị các bệnh về dạ dày và ruột như khó tiêu và táo bón mãn tính. Người ta cho rằng nó có tác dụng giảm đau do vết loét và vết thương, và giúp làm giảm các vết loét và vết thương. Việc sử dụng bột ngọc trai ở Trung Quốc, vừa làm thuốc vừa làm mỹ phẩm, có từ ít nhất là năm 320 sau Công nguyên. Bột ngọc trai là một thành phần trong y học cổ truyền Trung Quốc, trong điều trị các bệnh về mắt, bệnh lao và để ngăn ngừa đau tim. Hoàng đến Võ Tắc Thiên (625 sau Công nguyên – 705 sau Công nguyên) đã sử dụng bột ngọc trai cho làn da của bà. Cổ thư Bản thảo cương mục ở triều đại nhà Minh chép rằng ngọc trai có thể kích thích sự phát triển và chữa lành da mới, giải phóng độc tố và loại bỏ các tổn thương do ánh nắng mặt trời và các đốm đồi mồi.